# 1966년 미국 하원의원 선거
1966년 미국 하원의원 선거는 1966년 11월 8일 미국에서 치러진 하원의원 선거로, 장기화된 베트남 전쟁과 인종차별 철폐운동 등으로 인해 여당의 지지율이 추락하며 의석수가 감소했다.

## 선거 결과

### 정당별 선거 결과
의석수
| 정당   | 의석수 |
| ------ | ------ |
| 민주당 | 248석  |
| 공화당 | 187석  |
| 합계   | 435석  |

득표
| 정당       | 득표수     | 득표율 |
| ---------- | ---------- | ------ |
| 민주당     | 26,934,136 | 50.9%  |
| 공화당     | 25,521,157 | 48.2%  |
| 보수당     | 208,756    | 0.4%   |
| 뉴욕자유당 | 75,303     | 0.1%   |
| 미국독립당 | 14,461     | 0.03%  |
| 기타       | 62,521     | 0.1%   |
| 무소속     | 85,641     | 0.2%   |
| 총합       | 52,901,975 |        |